# Ingrid Andersson (jurist)
Ingrid Anna-Stina Andersson, född 16 juni 1927 i Alingsås, är en före detta hovrättslagman i Umeå.
Ingrid Andersson tog sin jur. kand. vid Uppsala 1950, gjorde sin tingstjänstgöring 1950–1953, och var sedan fiskal vid hovrätten för Övre Norrland 1953. Hon blev vattenrättssekreterare vid Norrbygdens vattendomstol 1954–1957, senare hovrättsassessor 1959, hovrättsråd 1963, vice ordförande vid avdelningen 1974 och hovrättslagman vid hovrätten för Övre Norrland 1980.
Ingrid Andersson har engagerat sig i Zonta International, först var hon area direktör för Sverige 1974–1980, sedan vice governor för Norden 1978–1980 och till slut governor 1978–1980.
Andersson är dotter till Johan Olsson och Emmy, född Holmberg. Hon gifte sig 1955 med Karl Lennart Andersson (född 1920, död 1983).